# Live in Japan (George Harrison)
Live in Japan è il secondo album live ufficiale di George Harrison (dopo The Concert for Bangladesh), registrato nel dicembre 1991 e pubblicato nel 1992. È stato l'ultimo album pubblicato dall'artista, morto nel 2001.

## Il disco
Nel 1991, dopo aver finito di registrare l'ultimo album dei Traveling Wilburys, Traveling Wilburys Vol. 3, Harrison fu persuaso dall'amico Eric Clapton a venire in tour con lui in Giappone. L'ex-Beatles acconsentì (l'ultimo tour era stato quello fallimentare del 1974 per promuovere Dark Horse) e dal primo al 17 dicembre i due suonarono insieme le loro canzoni.

Il tour fu ben accolto, tuttavia (a causa dell'imminente partecipazione al progetto Anthology dei Beatles e la mancanza di materiale inedito da promuovere) fu l'ultimo della carriera di George Harrison.

Pubblicato nel 1992 negli Stati Uniti e nel Giappone, il disco (con l'ironico credito di produzione "Spike and Nelson Wilbury", i soprannomi che i due avevano nei Traveling Wilburys) raggiunse la posizione numero 126 nella Billboard 200. Andò meglio in Giappone dove raggiunse il quindicesimo posto.
L'album è accreditato a George Harrison, Eric Clapton & Band.

Nel 2004, Live in Japan è stato rimasterizzato e ristampato sia separatamente che come parte del box set deluxe Dark Horse Years 1976-1992 per Dark Horse con nuova distribuzione EMI.

## Tracce
Tutte le canzoni sono scritte da George Harrison, eccetto dove indicato.
Disco 1
1. I Want to Tell You
2. Old Brown Shoe
3. Taxman
4. Give Me Love (Give Me Peace on Earth)
5. If I Needed Someone
6. Something
7. What Is Life
8. Dark Horse
9. Piggies
10. Got My Mind Set on You (Rudy Clark)

Disco 2
1. Cloud 9
2. Here Comes the Sun
3. My Sweet Lord
4. All Those Years Ago
5. Cheer Down (George Harrison/Tom Petty)
6. Devil's Radio
7. Isn't It a Pity
8. While My Guitar Gently Weeps
9. Roll Over Beethoven (Chuck Berry)

## Formazione
- George Harrison - chitarra slide, chitarra acustica, voce solista
- Eric Clapton - chitarra solista, voce
- Andy Fairweather-Low - chitarra, cori
- Nathan East - basso, cori
- Greg Phillinganes - tastiere, organo hammond, cori
- Chuck Leavell - pianoforte, tastiere
- Steve Ferrone - batteria
- Ray Cooper - percussioni
- Katie Kissoon - cori
- Tessa Niles - cori